# ジョヴァンニ・パラトゥッチ
ジョヴァンニ・パラトゥッチ（Giovanni Palatucci、1909年5月31日 - 1945年2月10日）は、イタリアの警察官、公安担当副署長。
1937年から1944年まで、当時イタリア領だったフィウメ（クロアチアのリエカ）の警察署で外国人管理事務を担当し、第二次世界大戦中に数千人のユダヤ人を強制収容から救ったとされるが、2013年に、従前の評価に対する疑義が提起され、議論を呼んでいる。

## 概要
イタリア南部カンパニア州アヴェッリーノ県モンテッラ出身。兵役を経験した後、トリノ大学で法学を学んで1932年に卒業し、1935年に弁護士となった後、ローマへ赴き内務官僚の資格を得た。
1937年、フィウメに派遣されて外国人管理事務に就くが、1938年にファシスト政権が反ユダヤ政策を強化したころから、ユダヤ人に関する書類やビザの偽装を始め、強制収容を免れるよう工作し、実際に強制収容をする場合は移送先をおじが司教をしていたカンパーニャに変更して多数のユダヤ人を救ったとされる。1943年のカッシビレの休戦後も、ナチス・ドイツがフィウメを占領すると、ユダヤ人関係の文書を破棄し、ドイツ軍のユダヤ人迫害計画の情報をユダヤ人に流して逃亡を助けるなどしたが、1944年9月13日にゲシュタポに逮捕され、トリエステの監獄に送られ死刑を宣告された。その後、減刑されて強制収容となり、10月22日にダッハウ強制収容所に送られ、そこで死んだ。
パラトゥッチの行動に対して、イタリア共和国は民間人勲章(Merito civile) 金賞を追贈し、ヤド・ヴァシェム（ホロコースト犠牲者を記念するイスラエルの国立記念館）は諸国民の中の正義の人と認定（1990年9月12日）、カトリック教会は神の僕 (Servo di Dio) の称号を与えた。
パラトゥッチは、ドイツのオスカー・シンドラーになぞらえて「イタリアのシンドラー (Italian Schindler)」と称され、列福を求める運動もあった。また、街の通りや公共広場、ピザなどイタリア中のあらゆるものに彼の名が冠されてきた。

## パラトゥッチの話は事実ではないとする主張
2013年6月、ニューヨークのユダヤ人歴史センター (Center for Jewish History) のイタリア系ユダヤ人研究部門である Centro Primo Levi は、多数の新資料をもとに、パラトゥッチはファウメのユダヤ人に関する情報をナチスに渡していたと結論づける報告を発表した。
それによると、パラトゥッチをめぐる話は、1952年に、ジョヴァンニのおじであったジュゼッペ・マリア・パラトゥッチ (Giuseppe Maria Palatucci) 司教が、自身のきょうだいとその妻（ジョヴァンニの両親）に遺族年金を確保するため、持ち出したものであったという。『i』紙の記事でマイケル・デイ (Michael Day) は、「5000人以上の地域のユダヤ人が救われたとされているが、公的な人口統計ではユダヤ人の人口はその半分しかいなかった」のに、パラトゥッチはどうやってそんなことが出来たのか、と疑問を呈する批評家の見方を紹介している。加えてデイは、イタリアにおける外国籍ユダヤ人強制収容者のデータベースを編纂しているアンナ・ピッツーティ (Anna Pizzuti) が『コリエーレ・デラ・セラ』紙の取材に対し「カンパーニャに収容されたフィウメの住民は40人以下しかおらず、その3分の1がアウシュヴィッツに送られて死んだ」ことを踏まえると、パラトゥッチが数千人のユダヤ人の行き先をカンパーニャに変更したということはあり得ない、と述べていることを紹介している。
この発表の前後に、アメリカ合衆国ホロコースト記念博物館は、パラトゥッチに関する展示を撤去した。